# Alfonso de Portago
Alfonso Antonio Vicente Eduardo Angel Blas Francisco de Borja Cabeza de Vaca y Leighton, beter bekend als Alfonso de Portago (Londen, 11 oktober 1928 – vlak bij Guidizzolo, 12 mei 1957) was een Spaans Formule 1-coureur.
Hij reed tussen 1956 en 1957 vijfmaal een Grands Prix voor het team Ferrari.

## Sportprestaties
De Portago nam tweemaal deel aan The Grand National.
De Portago was ook een bobsleeër. Hij nam deel aan de Olympische Winterspelen 1956 in Cortina d'Ampezzo en werd vierde met de tweemansbob. Bij de WK bobsleeën 1957 won De Portago de bronzen medaille in de tweemansbob.

## Overlijden
De Portago en zijn navigator Edmund Nelson vonden de dood bij een crash in de Mille Miglia van 1957. Op 40 kilometer afstand van Brescia kreeg de racewagen bij 250 km/h een klapband, sloeg over de kop en belandde in een sloot. Bij het ongeluk kwamen ook zijn co-piloot Edmund Gurner Nelson en negen toeschouwers (waaronder vijf kinderen) om het leven. Er volgde een lange rechtszaak voor teambaas Enzo Ferrari en de organisatie van de Mille Miglia race werd beëindigd.

## Galerij

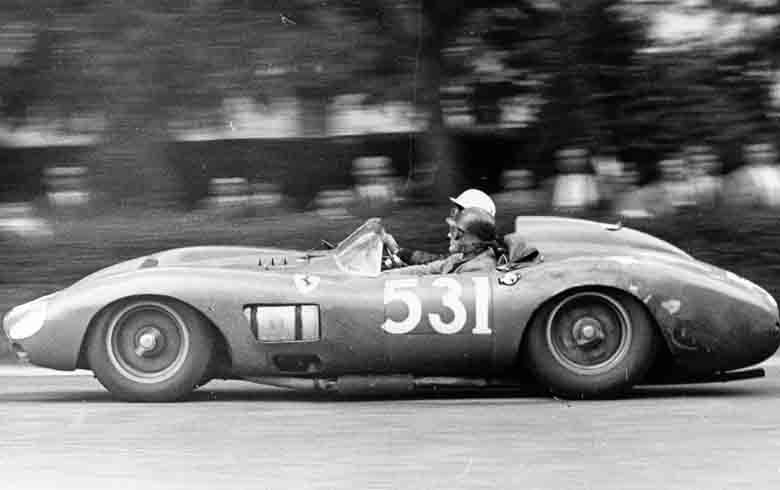
Portago en Nelson in de Ferrari tijdens de fatale Mille Miglia 1957
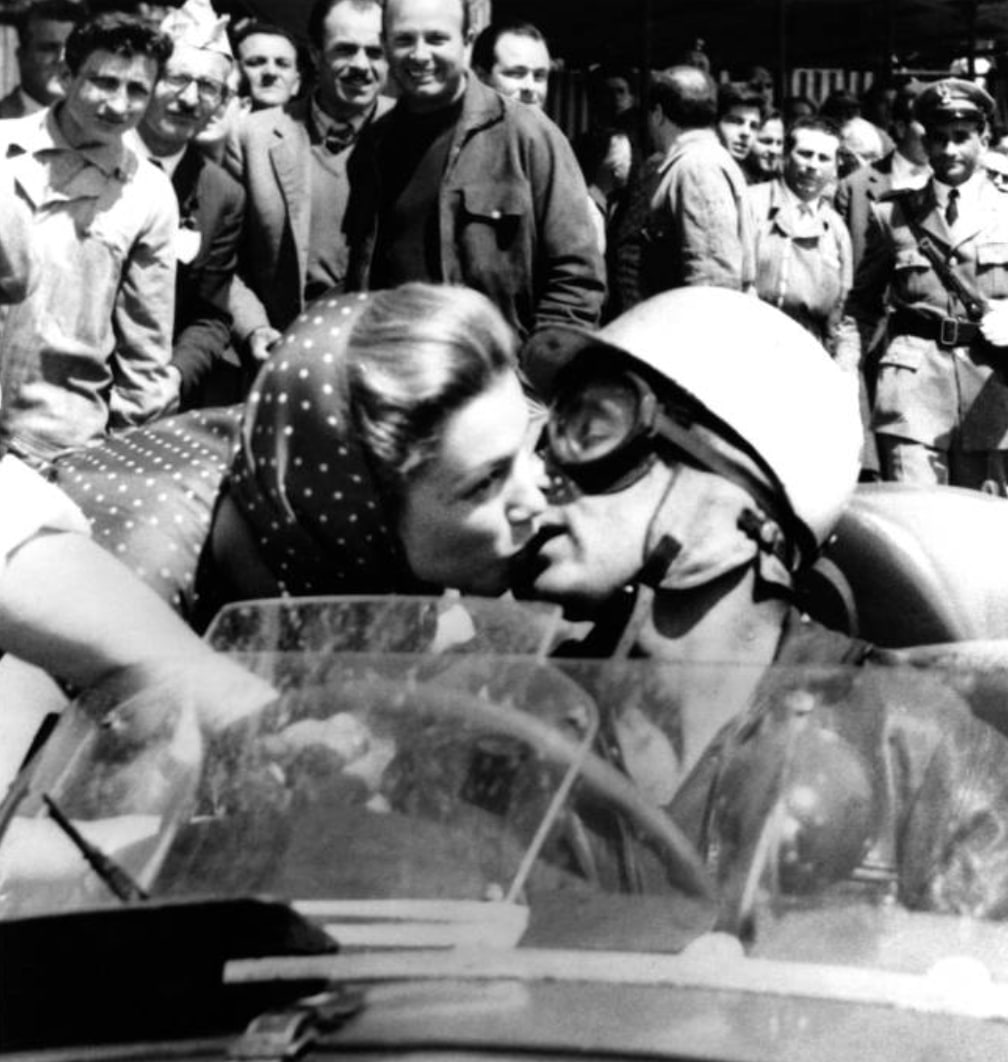
De "kiss of death" bij de start van de Mille Miglia 1957
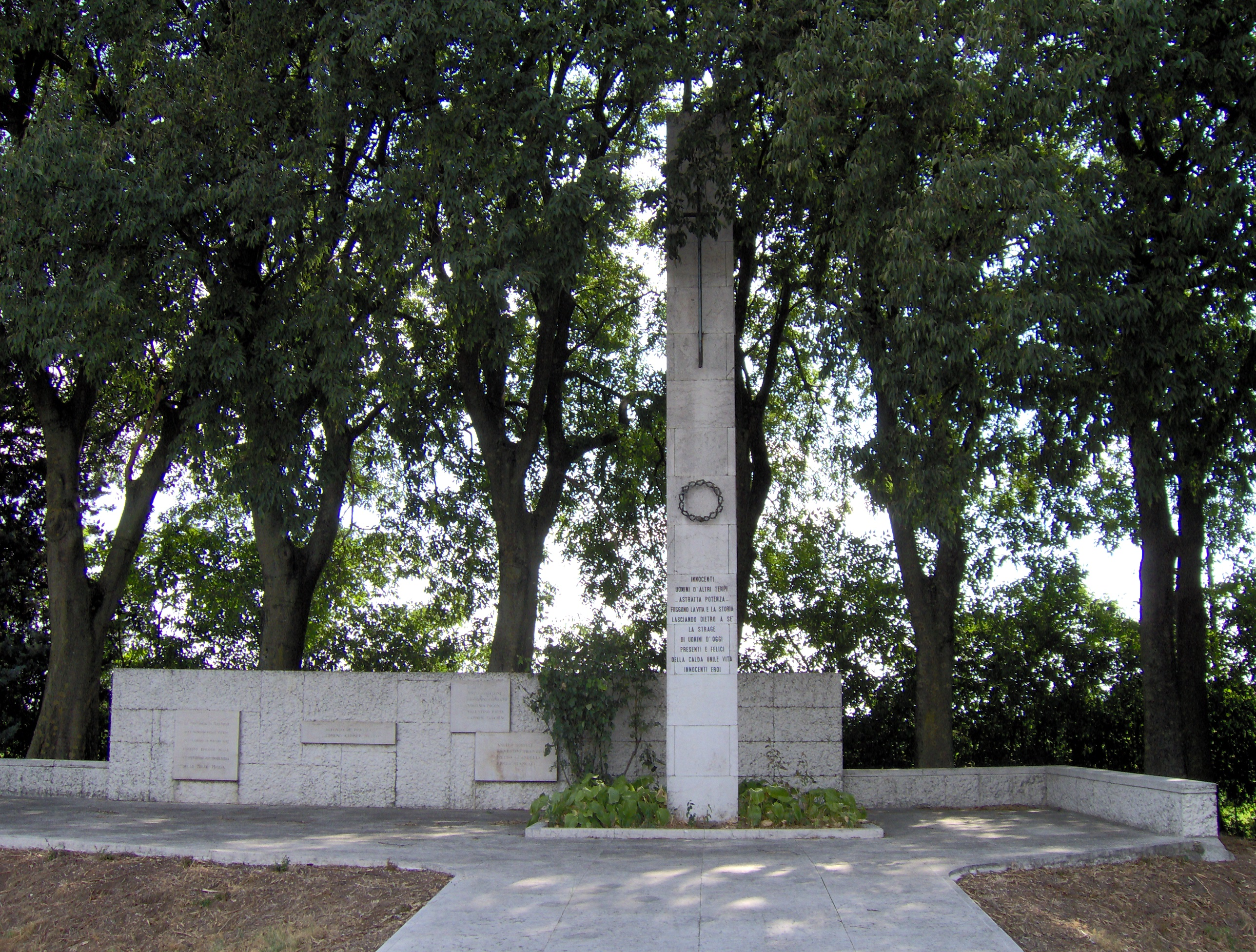
Herdenkingsmonument omgekomen mensen bij het raceongeluk in 1957